# Gusle
 Ovo je glavno značenje pojma Gusle. Za druga značenja pogledajte Gusle, časopis koji je uređivao Vjekoslav Klaić.
Gusle su narodno glazbalo južnog Balkana i susjedstva, s dinarskog prostora, po naravi kordofono glazbalo s jednom ili dvjema strunama i gudalom.

## Podrijetlo
Podrijetlo gusala još nije pouzdano utvrđeno. Dvije teorije posebno se nameću: slavenska i ilirska. Slavenska teorija (kojoj se priklanja i najveći hrvatski muzikolog Franjo Kuhač) smatra da su Južni Slaveni tijekom seobe naroda donijeli gusle sa sobom na Balkan. Takvo vjerovanje se vidi u nekim umjetničkim djelima, primjerice Celestina Medovića na njegovom Dolasku Hrvata na Jadran. Međutim, po ilirskoj teoriji gusle su ilirsko glazbalo kojeg Južni Slaveni primaju od Ilira.
Zvuk se dobiva povlačenjem gudala preko nategnutih struna. Izrađuju se od javorovog, orahovog ili jasenovog drva i to iz cjepanice od jedne četvrtine stabla, koja se izdubi. Tako da su gusle zapravo izrađene iz samo jednog komada drveta.
Svirač gusala naziva se guslar iako je stariji, izvorniji i nekad rasprostranjeniji naziv bio guslač.

## Građa instrumenta
Dijelovi gusala:
1. varljača – zvučno tijelo – izdubljeno drvo preko kojega je nategnuta janjeća, zečja ili jareća koža na kojoj je na sredini napravljena perforacija radi zvučnosti glazbala.
2. držak se sastoji od «vrata» i «glave». «Glava» je sam vrh gusala i obično je vrlo bogato ukrašena, može biti izrezbaren lik čovjeka, konja, kozoroga, ptice itd., dok je «vrat» dio za koji guslar drži gusle, dok drugom rukom gudalom prelazi preko nategnutih struna.
3. strune su napravljene od dlaka iz konjskog repa.
4. oputa – dio za koji je struna pričvršćena pri dnu gusala.
5. kočić – nalazi se između «glave» i «drška» i na njega se namata struna.
6. konj ili konjić – komadić drveta koji odvaja strunu od zvučnog dijela. Nalazi se između «opute» i perforacije, a može biti do «tri prsta» visine.
7. lučac – gudalo napravljeno od prirodno zakrivljene grane i strune od konjske dlake.

Tipovi gusala:
1. hercegovački tip - visoko postavljene žice
2. dubrovački tip - nisko postavljene i duže žice

## Povijest instrumenta
Naziv "gusle" dolazi od staroslavenske riječi "gosl" što znači "žica". Praslavenski je korijen *gǫdsli  a u svezi je s riječju guditi, gudalo i sl.
Prva bilješka o guslama među Južnim Slavenima dolazi od Bizantinaca, iz prve polovice VII. stoljeća, kada su uhvaćena "dva špijuna koja kod sebe nisu imali oružje, već samo drvena glazbala".

## Gusle po državama

### Gusle u Hrvatskoj
Gusle su u Hrvatskoj rasprostranjene u dinarskom kulturnom području, i to najviše u dalmatinskom i primorskom zaleđu (od zaleđa Dubrovnika, doline Neretve, po Dalmatinskoj Zagori, Ravnim kotarima, Hrvatskom Primorju, te Lici, Krbavi, Kordunu, sve do zaleđa Senja, a značajna mjesta su i otoci Korčula i Hvar), iako se danas tamo vrlo rijetko može čuti svirka na guslama, jer živućih guslača je vrlo malo, a na nekim područjima ih više i nema. Danas je najviše guslača u području Zagore i Like.
Posebna zanimlivost i jedinstvena pojava na hrvatskom etničkom prostoru su bile gusle "s dvi strune" kod ličkih Bunjevaca. Nažalost, tamo gdje je nekad guslaštvo (guslarstvo) bilo najviše razvijeno kao u srednjoj Dalmaciji (kako po vrsnoći svirke i ljepoti napjeva, tako i po ljepoti i tekstualnoj sadržajnosti samih pjesama- npr. Asanaginica iz Imotske krajine ili pak cijela pjesmarica "Razgovor ugodni naroda Slovinskog" od fra A. Kačića Miošića - prema mišljenju slovenskog etnomuzikologa M. Murka), guslačka tradicija je sada na samom izumiranju i postoji opasnost da uskoro potpuno nestane.
Jedan od poznatijih guslara u Hrvatskoj je Božo Domnjak Bojan (1844. – 1922.) iz Potravlja u Cetinskoj krajini. Poznat je Mile Krajina. Od ostalih koje valja navesti, to su: Marko Škopljanac, Dane Jurić, Vicencije Mrđen, Mile Brkić-Bekeljaš, Dragan Brzoja, Jure Bobić, Frano Budić, Slavko Milardović, Ivan Jonjić Ljoljić, Stipan Kujundžić, Ivan Smoljko, Tomislav Smoljko, Ante Mandarić, Dinko Maglić, Jozo Rudež, Jure Babić, Mate Đuzel, Predrag Bajić, Ivan Matišić, Ante Biočić, Stjepan Majić, Sveto Rebić, Ivica Radić, Mijo Čagalj, Ante Gudelj, Mario Blažić, Luka Abram, Ivan Marušić, Zoran Strujić, Zvonko Strižić, Jure Vuković, Jakov Vržina, Marko Kunac, Luka Bitunjac, fra Stipica Grgat, Siniša Labrović, Duje Sablić, Mate Sablić, Miljenko Marasović, Petar Škaro, Petar Maroš, Oliver Rogošić, Mate Buljubašić, Mirko Crljen, Marin Lukac i Mate Gudelj.
Literatura: 
Ivan Mimica, Epske pjesme Bože Domnjaka Bojana

### Gusle u Bosni i Hercegovini
Guslarska se glazba osobito njeguje u Hercegovini, Tropolju i Rami.
Najpoznatiji je Željko Šimić, a poznati su Vlado Tolo (Vir kod Posušja) i Jerko Bakula. Ostali koje valja spomenuti su: Ivan Vidić, Ivan Šarac, Zoran Mijatović, Miljenko Musa, Zoran Marić Bazić, Zlatko Glavinić, Šimun Raič, Ivan Ivić, Drago Nikolić Mandin, Ivan Sabljo, Ivo Kapčević, Pero Rotim, Slavko Šarić, Jure Vidakušić, Marijo Glibo, Mijo Krajinović, Tomislav Barić, Ivan Barać, Nikola Marić, Damir Miloš, Jure Miloš, Mile Sesar, Miroslav Mikulić, Jozo Rudež, Ante Mucić, Josip Barbarić, Dario Petrović Ižić, Zdenko Petrović Ižić, Drago Luburić, Ivan Šitić Šaravanja, Jozo Kraljević, Ante Knezović, Željko Keža, Krešo Lauc, Stanko Lauc, Mate Paponja, Ante Grubišić, Marinko Grubišić Žaer, Mate Grubišić Tičarević, Tomislav Grubišić, Grubišić, Ljubo Penava, Blago Kovač, Tomislav Kovač Strukić, Ivan Čutura Božičić, Zvonko Miličević, Rajko Šarić, Danijel Zlomislić, Željko Zlomislić, Marijan Čamber Livajić, Stojan Damjanović, Veseljko Zeljko, Ante Grbeša, Bože Marić, Stanko Crnjac, Drago Ćavar, Vjekoslav Draškić, Mate Anić, Karlo Zovko, Gojko Salavarda, Petar Brekalo, Milan Mikulić, Stanko Mikulić Šašanović, Vlado Mikulić, Vlado Kutle, Pero Bevanda, Vlado Petric,Jure Babić, Bariša Mihaljević, Metodije Vidović, Ivan Antosović, Mate Musić, Milan Čuić, Mate Dilber, Frano Batarilo,Mile Baković, Branko Galić, Ruža Jolić, Zdravko Jolić, Iko Mašić,Marko Batarilo, Pero Križanac, Mate Ivanda, Stjepan Gašpar, Zoran Kelava, Ivan Križić, Branko Jurčević, Jure Milić, Vlado Ančić, Mate Gudelj, Jozo Ivančić, Bogdan Kovačević, Milan Matić, Ivan Perković, Jozo Radoš, Marko Čolak, Slaven Bunoza, Marko Primorac, Josip Begić, Hrvoje Grubišić, Zvonimir Grubišić, Ratimir Grubišić, Ante Tolo, Ivan Soldo i dr.

### Gusle u Crnoj Gori
Gusle su i crnogorsko nacionalno glazbalo. Uz njih su pjevane epske pjesme. Neki poznati crnogorski i srpski guslari su: Branko Perović, Milorad Vujović, Savo Kontić, Boško Vujačić, Vojo Radusinović, Milivoje Nikčević, Božidar Đukić, Dušan Dobričanin, Slavko Lazarević, Draško Magdalenić, Slavko Aleksić, Milomir Miljanić, Đorđije Koprivica, Đuro Krsmanović, Stojan Šipčić, Vojislav Stanišić, Luka Karadžić, Slavko Jeknić, Saša Laketić, Draško Malidžan, Božidar Krsmanović, Blažo Caušević, Milutin Cupara, Milan Filipović, Bogdan Zimonjić, Vukota Govedarica, Neđeljko Crnjak, Stevan MIšo Popović, Dragan Malidžan, Kosta Plakalović, Vuko Drinčić, Jovan Čepić, Milan Todorović, Mileta Zorić, Vlastimir Barać, Radovan Gezović, Miladin Pandurević, Zdravko Đikanović, Rade Baković, Žarko Popović, Dragiša Baćo Todorović, Milenko Ognjenović, Čedomir Nišavić, Svetozar Zeković, Dragutin Perović, Rajko Žižić, Radojica Bugarin, Ranko Mastilović, Vukojica Sandić, Momčilo Lutovac, Svetolik Lazović, Veselin Šećković, Petar Šišović, Labud Tomić, Milenko Đukić, Srđan Trifković, Slavko Goranović, Stefan Marković i drugi.

### Gusle u Srbiji
Gusle su i srpsko nacionalno glazbalo. Uz njih su pjevane epske pjesme. Najpoznatiji pjevač u Srbiji je bio Filip Višnjić.

## Vanjske poveznice
- gusle u Hrvata
- Gusle iz Imotske krajine
- Hrvatski guslar Glasilo časnih guslara hrvatske viteško-deseteračke republike (Imota Dinaroid)
- Hrvatski guslari - Udruga guslara i prijatelja Hrvatski guslar blog, kanal na YouTubeu, Flickr,Facebook
- Peter Boro performing Croatian music on the gusle and misnice, 1939
- Hrvatski etnografski muzej

- gusle u Crnogoraca
- Crnogorski guslar Petar Perunović
- Pjesme sv. Petra Cetinjskog, izvodi ih guslar Rajo Vojinović  Arhivirana inačica izvorne stranice od 6. kolovoza 2011. (Wayback Machine)